# Sedia a dondolo

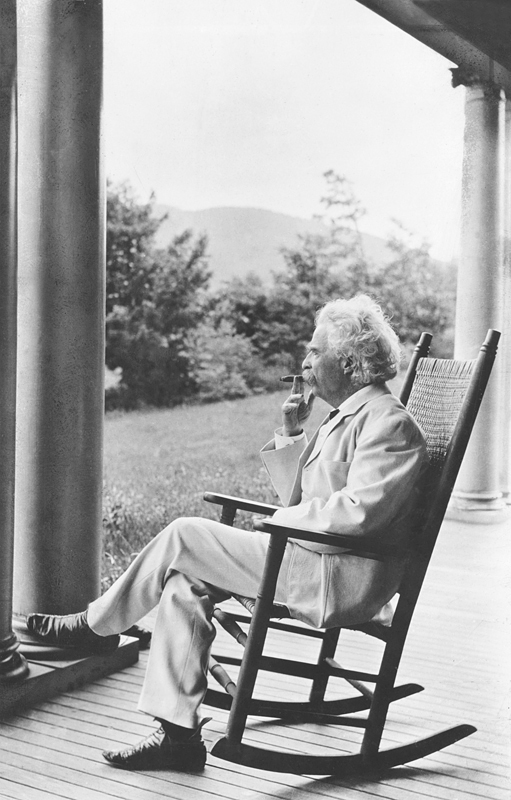
Mark Twain seduto su di una sedia a dondolo

La sedia a dondolo è un particolare tipo di sedia, che si distingue per la particolarità di potersi "dondolare" (ovvero di oscillare).
Ciò che permette il movimento oscillatorio è la base, costituita da due archi che permettono una discreta rotazione.
Una tale struttura permette un comodo angolo di seduta alla persona, che si può dondolare semplicemente spingendo con i piedi verso il basso e rilasciandosi periodicamente. Il principio per il quale la sedia non si capovolge si basa sul fatto che il baricentro del peso si trova in linea con il centro degli archi.
Questo tipo di sedia è spesso considerata prerogativa dell'anziano capofamiglia.